# Смирнов Сергій Артемович
Сергій Артемович Смирнов (27 серпня 1918, село Спешнєво-Івановське, тепер Данковського району Липецької області, Російська Федерація — 22 березня 2009, місто Москва, Російська Федерація) — радянський діяч, 1-й заступник голови Ради міністрів Казахської РСР, директор Цілинного гірничо-хімічного комбінату Казахської РСР. Член Бюро ЦК КП Казахстану в 1975—1979 роках. Депутат Верховної ради Казахської РСР 6—9-го скликань. Депутат Верховної ради СРСР 9-го скликання у 1975—1979 роках. Кандидат у члени ЦК КПРС у 1976—1981 роках. Герой Соціалістичної Праці (26.04.1971). Почесний академік Академії гірничих наук Росії (1995).

## Біографія
У 1942 році закінчив Московський геологорозвідувальний інститут імені Серго Орджонікідзе, гірничий інженер-геолог.
У 1941—1944 роках — начальник загону геологорозвідувальної партії тресту «Ленгеолнеруд» і тресту «Алтайзолото» в Казахській РСР та Челябінській області РРФСР.
У 1944—1948 роках — старший інженер, начальник комплексної експедиції Всесоюзного тресту «Союзспецрозвідка» в Москві
У 1948—1951 роках — головний інженер експедиції № 19 Всесоюзного тресту «Узбспецрозвідка» в місті Ташкенті Узбецької РСР.
У 1951—1956 роках — начальник підприємства № 10 комбінату № 6 (Ленінабадського гірничо-хімічного комбінату) Таджицької РСР.
Член ВКП(б) з 1951 року.
У травні 1956 — квітні 1975 року — директор Цілинного гірничо-хімічного комбінату Міністерства середнього машинобудування СРСР з видобутку і переробки уранових руд у місті Цілиноград—25 (з 1964 року — Степногірськ) Цілиноградської області Казахської РСР.
Указом Президії Верховної Ради СРСР від 26 квітня 1971 року за великі заслуги у виконанні п'ятирічного плану з випуску спеціальної продукції, впровадження нової техніки і передової технології Смирнову Сергію Артемович присвоєно звання Героя Соціалістичної Праці з врученням ордена Леніна і золотої медалі «Серп і Молот».
У квітні 1975 — січні 1979 року — 1-й заступник голови Ради міністрів Казахської РСР.
У 1979—1995 роках — головний спеціаліст із гірничих питань, головний технолог, радник начальника Першого головного управління Міністерства середнього машинобудування СРСР. У 1995 — 2000-х роках працював головним спеціалістом, радником президента російського концерну ВАТ «Атомрідметзолото» в Москві.
З 1997 року — персональний пенсіонер у місті Москві.
Помер 22 березня 2009 року в місті Москві. Похований на Перепечинському цвинтарі Москви.

## Родина
Дружина — Худякова Тетяна Вікторівна. Дочка — Ірина.

## Нагороди і звання
- Герой Соціалістичної Праці (26.04.1971)
- орден Леніна (26.04.1971)
- орден Жовтневої Революції
- два ордени Трудового Червоного Прапора
- орден «Знак Пошани»
- медалі
- Сталінська премія (1953)
- Державна премія СРСР (1967)
- Заслужений гірник Казахської РСР
- Почесний громадянин міста Степногірська Казахської РСР